# الزاوية العثمانية
زاوية الشيخ علي بن عمر (الزاوية العثمانية) بطولقة، ولاية بسكرة، الجزائر.  إن زاوية سيدي علي بن عمر (الزاوية العثمانية) في مدينة طولقة هي منارها ورايتها، وبها عرفت واشتهرت في كافة أنحاء القطر الجزائري وخارجه والزاوية منذ تأسيسها وحتى يومنا هذا الذي نحياة، محجة ومقصد للمريدين والمحبين والزوار من رجال العلم والثقافة والبحث، ومنذ مطلع تأسيسها بنفحات شيخها وطهارته على النية الصادقة والإخلاص في العمل ,انتشر سمها وعمّ، وعرفت ببركاته وصلاحه وتقواه، وبالغايات السامية التي يعمل لها من نشر العلم وتحفيظ القرآن الكريم ومساعدة الفقراء واليتامى وأبناء السبيل وإيواء المساكين والمحتاجين وإلى جانب رسالتها في المحافظة على الإسلام والصدّ عن دين الله بكل ما أوتيت من قوة بما في ذلك مدافعة الأجنبي والجهاد في سبيل الله بالقوة والعمل، كما يشهد لها تاريخها الصادق. تأسست الزاوية عام 1780م/1193ه على يد صاحبها سيدي علي بن عمر.

## توطئة
من أهم الزوايا في الجزائر التي بنيت على قواعــد سليمة راسخة في العلم و الإيمان رسوخ الجبال، زاوية علي بن عمر الشيخ الزاهد العابد. بها مسجد للعبادة و مدرسة لتعليم القرآن و العلوم الشرعية و التي تخرج منها كبار الشيوخ و العلماء ممن قدموا الكثير للجزائر علما وجهادا و هي من المعاقل العامة التي جابهت المستعمر الفرنسي و محاولات التنصير. تقع الزاوية العثمانية بطولقة على بعد 38 كلم من ولاية بسكرة و بحوالي 400 كلم من الجنوب إلى الجزائر العاصمة.

## نبذة عن حياة مؤسس الزاوية
هو الشيخ علي بن عمر المشهود له بالزهد و الصلاح و التقوى و النسب الشريف، وهب حياته للعلم و الإرشاد و الدعوة إلى الله، و لد في طولقة حوالي سنة 1166 هـ و توفي يوم الخميس 03 ربيع الأول سنة 1258 هـ ودفن بالزاوية.

## تأسيس الزاوية
عندما بلغ الشيخ علي بن عمر حوالي 26 سنة من عمره طلب منه شيخه محمد بن عزوز تأسيس زاوية فكانت الزاوية العثمانية بالنسبة إلى جده عثمان سنة 1191هـ الموافق لـ 1780م، و منذ ذلك الوقت و هي تحمل أمانة واجب الدعوة إلى الله و الحفاظ على كتاب الله و سنة نبيه محمد صلى الله عليه وسلم، بعيدة كل البعد عن كل مظاهر البدع و الخرافة، إضافة إلى دورها الاجتماعي و التاريخي.
الشيوخ الذين تعاقبوا على الزاوية
1. الشيخ مصطفى بن عزوز.
2. الشيخ علي بن عثمان أكبر أبناء الشيخ علي بن عمر.
3. الشيخ عمر بن علي بن عثمان.
4. الشيخ الحاج بن علي بن عثمان.
5. الشيخ عبد الرحمان بن الحاج بن علي بن عثمان.
6. الشيخ عبد القادر بن الحاج بن علي بن عثمان

## نبذة عن حياة الشيخ عبد القادر
هو الأستاذ الإمام الشيخ سيدي عبد القادر عثماني , بن الحاج بن علي بن عثمان بن علي بن عمر الإدريسي الحسني الطولقي عالم فقيه مفت مدرس مؤلف كاتب مفسر مناضل صوفي رحماني الطريقة، ولد ببلدة طولقة قاعدة الزاب الظهراوي و إحدى أهم دوائر ولاية بسكرة سنة 1348 هـ/1929 م، نشأ في أسرة شريفة شهيرة عريقة في العلم و الصلاح، حيث كان والده الشيخ الحاج يدير زاوية جده سيدي علي بن عمر ويلقي دروس التفسير فيها إلى جانب علماء مدرسين آخرين، تلقى الأستاذ عبد القادر دراسته كلها في الزاوية المذكورة ؛ أتم حفظ القرآن الكريم كاملا و هو في سن الحادية عشرة على الشيخ المقرئ مليكي ناجي بن عزوز و درس علوم الفقه و النحو و التفسير و البلاغة و العروض على العالم المتفنن إبراهيم بن الحسن البوزياني ضيف الله الذي كان من كبار شيوخ الزاوية المدرسين كما تلقى الفقه كذلك والمنطق والفرائض على أخيه الشيخ عبد الرحمان عثماني صاحب كتاب الدر المكنوز و أخذ أيضا النحو والبيان على الشيخ المفتي العباس عثماني كما تتلمذ أيضا لأساتذة أكفاء آخرين مثل الشيخ المدرس محمد الدراجي و الشيخ الشاعر عبد الله بن المبروك عثماني الطولقي دفين المدينة المنورة.
كانت زاوية سيدي علي بن عمر في الخمسينيات من القرن العشرين تساهم مساهمة فعالة في التعليم العربي الإسلامي، و في الوقت ذاته تعمل سرا مع المجاهدين الجزائريين ضد المحتلين والفرنسيين، كان الأستاذ في الفترة من سنة 1949 إلى سنة 1957 إماما خطيبا في جامع الزاوية و مدرسا ممتازا حيث كان أول من أدخل الوسائل العصرية في التدريس في الزاوية، و في سنة 1957 اكتشفت سلطات الاحتلال الفرنسي دور الزاوية في النضال فاعتقلت عبد الرحمان عثماني شيخ الزاوية آنذاك و نكلت به تنكيلا. أما الأستاذ عبد القادر فقد هاجر إلى المغرب الأقصى خوفا من الاعتقال و التعذيب الذي تعرض له أخوه و التحق من إخوته اثنان بجيش التحرير الوطني و هما عبد الحميد عثماني والأزهري عثماني و هناك - في المغرب - عمل مسؤولا في جبهة التحرير الوطني، و تولى الإدارة و التدريس في المدرسة الحسنية ببلدة تادلة من شهر نوفمبر 1957 إلى غاية يناير1961.
في أول فيفري 1961 عين محررا باللغة العربية في وزارة التربية بالرباط.
و عندما بزغ فجر الاستقلال في الجزائر الحبيبة سنة 1962 عرضت عليه بالمغرب وظائف أخرى لكنه رفضها و فضل الرجوع إلى الوطن عاد الأستاذ عبد القادر إلى ربوع الوطن و استقر بالتحديد في العاصمة و عمل عاما واحدا بوزارة الأوقاف ثم التحق سنة 1963 بديوان وزارة التربية و التعليم لمدة أربع سنوات ثم درّس بعدها في ثانوية الإدريسي بالعاصمة قرابة نفس المدة السابقة ثم انتقل إلى المعهد الوطني التربوي لتأليف الكتب المدرسية حتى غاية 1974 و في أثناء هذه الفترة كان يتردد على الزاوية آخر كل أسبوع لمعاينة أشغال البناء، عندما توفي شيخ الزاوية عبد الرحمان عثماني سنة 1966 وقع التعيين و الاختيار على الأستاذ عبد القادر خلفا لأخيه، و قد قام بواجبه نحو الزاوية أحسن قيام حيث أعاد بناءها على الطراز الحديث و وسع في مرافقها حتى أصبحت تسر الناظرين.
و عمل فيها بجد نادر تم من خلاله مواصلة إقامة الصلوات فيها و تحفيظ القرآن للطلبة وتدريس العلوم الشرعية لهم و استقبال الضيوف و الباحثين من شيوخ و أساتذة و محققين و طلبة جامعيين و غيرهم و يبقون في ضيافة الزاوية حتى يتم لكل واحد منهم هدفه المنشود في مكتبة العائلة العثمانية الزاخرة بأنواع الكتب المطبوعة المفيدة و مختلف المؤلفات المخطوطة المهمة حيث أن الكتب لا تعار و لا تخرج من المكتبة.
في سنة 1993 تولى الأستاذ عبد القادر رئاسة المجلس العلمي بنظارة الشؤون الدينية في بسكرة، وفي سنة 1998 عين عضوا في المجلس الإسلامي الأعلى و مازال في هاتين المهمتين إلى يومنا هذا.
ساهم الأستاذ عبد القادر في الحركة العلمية و الدينية و الثقافية برصيد ثري متنوع و هذه بعض آثاره :
1. ساهم في تحرير فصول الكتب المدرسية في مادتي اللغة العربية و التربية الإسلامية لمرحلتي المتوسط و الثانوي.
2. محاضرات دينية و اجتماعية و ثقافية ألقاها في مناسبات مختلفة وجهات متعددة من الوطن، أغلبها موجود في هذا الكتاب.
3. فتاوي شرعية كثيرة مخطوطة محررة تحريرا جيدا على المذهب المالكي مع ذكر المراجع المعتمد عليها و هي موجودة في هذا الكتاب أيضا.
4. إلقاء خطب الجمعة في جامع الزاوية بطولقة في فترة الخمسينيات و من السبعينيات إلى وقتنا هذا.
5. تفسير القرآن الكريم قبل خطبة الجمعة ابتداء من سنة 1981 و قد ختم تفسير القرآن كله يوم الجمعة 19 صفر 1425 هـ الموافق لـ 09 أفريل 2004 إلا أنه لا يوجد أي تسجيل لهذا التفسير، لأن طريقة الإلقاء كانت شفوية.

و مازال الأستاذ عبد القادر يؤدي دوره العلمي و التربوي على أحسن وجه، فبارك الله فيه و في أولاده.